# 白令岛

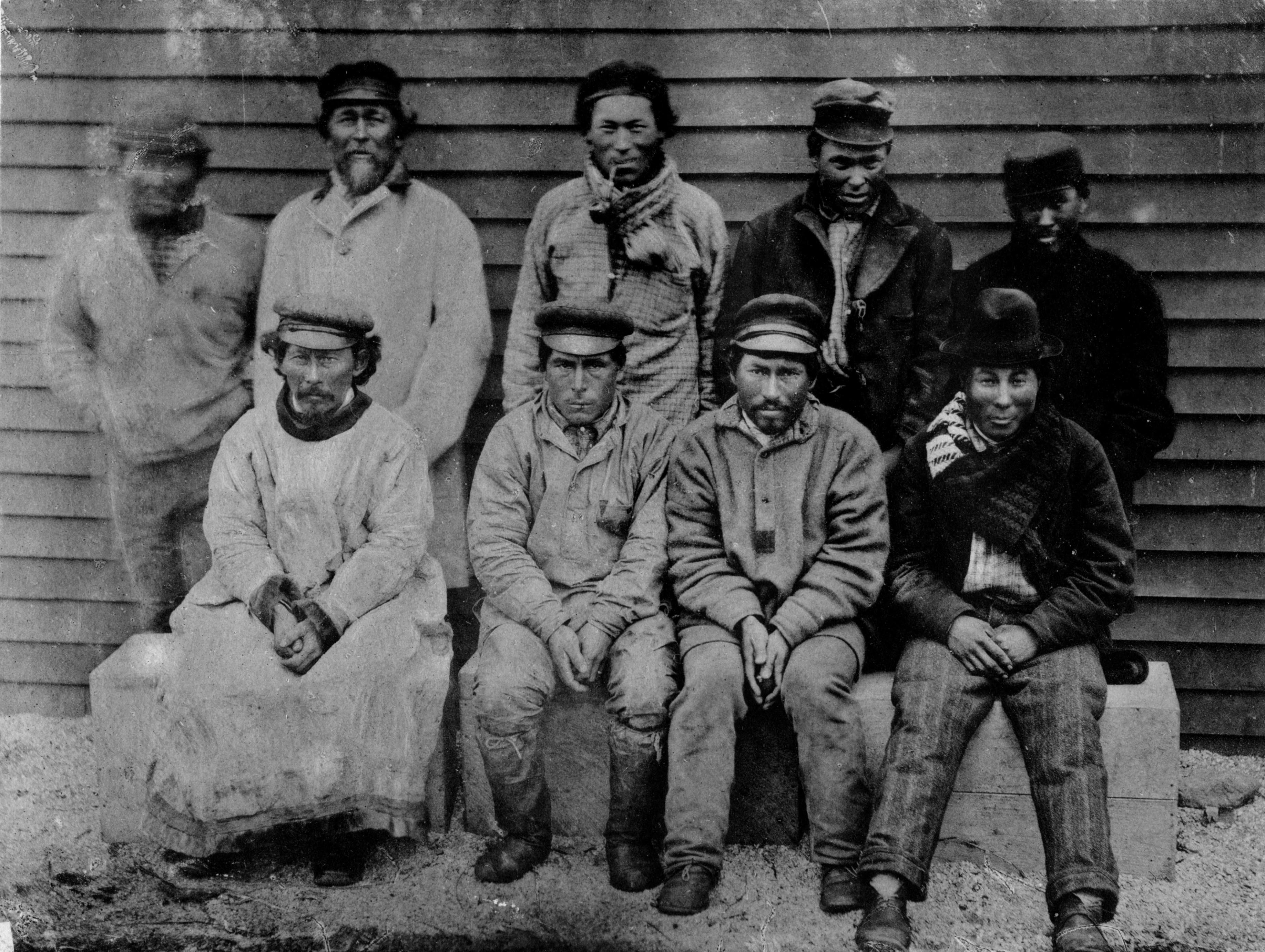
白令島的阿留申人，攝於1884到1886年

白令岛（羅馬化：ostrov Beringa），是白令海中科曼多尔群岛中岛屿，为群岛中面积最大的岛屿，现属俄罗斯。面积1660平方公里。
该岛气候恶劣。居民稀少，其中多为阿留申人。居民主要从事捕鱼业。1741年，探险家维图斯·白令因遭遇恶劣天气，轮船倾覆，死于此岛。

## 外部連結
- （俄文） Commander Islands （页面存档备份，存于）
- Map